# Mais (video)
Mais è un video concerto della cantante brasiliana Marisa Monte pubblicato nel 1992 su VHS e su DVD-Video nel 2004.

## Il video
Mais contiene la registrazione di un concerto all'Imperator Club di Rio de Janeiro e di alcune session tenute l'anno prima da Marisa Monte alla Knitting Factory di New York (un prestigioso studio di registrazione dotato di una piccola sala da concerti frequentatissima da molti musicisti d'avanguardia).
Il video segue di un anno la pubblicazione dell'omonimo album, il primo lavoro in studio della cantante brasiliana dopo l'esordio live di MM, e contiene le testimonianze della tournée seguita all'uscita del disco, ma anche del periodo in cui fu registrato, in gran parte a New York, nel 1990.
Ai brani del concerto brasiliano sono alternati momenti quasi familiari registrati nella città statunitense insieme al Arto Lindsay (produttore dell'album) in veste di chitarrista e cantante.
Rispetto al precedente video Marisa Monte ao vivo, in Mais Marisa Monte dimostra di essere cresciuta, con un accresciuto bagaglio tecnico e con una padronanza del palco ormai quasi perfetta. Soprattutto, all'epoca, era cresciuto il suo repertorio non più formato da sole cover di pezzi famosi, ma anche da canzoni sue o scritte dai suoi nuovi collaboratori, primi fra tutti Arnaldo Antunes e Nando Reis.
Diariamente di Reis, Eu não sou da sua rua e Volte para o seu lar di Antunes, Rosa di Pixinguinha e De noite na cama di Caetano Veloso provengono dall'album. Il resto dell'esibizione è composta da nuove e vecchie canzoni come il leggero soul Não quero dinheiro (Só quero amar) dell'immancabile Tim Maia, Você não serve pra mim, vecchio successo di Roberto Carlos, I Can See Clearly Now, classico di Johnny Nash. Lenda das Sereias, Rainha do Mar, un vecchio samba-enredo, proviene invece dal primo album di Marisa.
Gli stralci dell'esibizione newyorkese con Lindsay (con il supporto di grandi musicisti brasiliani come il chitarrista Claudio Celso e il percussionista Cyro Baptista) sono un sentito omaggio a Caetano Veloso a partire dalla struggente Madrugada e amor.
Inframezzate alle parti musicali, il video presenta alcuni momenti filmati in cui Marisa Monte racconta in prima persona la sua esperienza newyorkese. In uno di questi momenti è presente il musicista giapponese Ryūichi Sakamoto che aveva collaborato con la cantante durante la registrazione dell'album Mais.
Il video termina con una bella versione della beatlesiana Dig a Pony. Sopra i titoli di coda Marisa improvvisa alcuni versi del finale de La sonnambula di Bellini, testimonianza dei suoi trascorsi come apprendista cantante lirica.
Mais fu diretto e prodotto da Arthur Fontes e Lula Buarque de Hollanda (già produttore del precedente video Marisa Monte ao vivo e dei primi spettacoli della cantante) con la loro Conspiraçáo Filmes.
Nel 2004 la Phonomotor di Marisa Monte ripubblicò Mais su DVD, in un cofanetto che conteneva anche altri due video usciti precedentemente (Marisa Monte ao vivo del 1989 e Barulhinho bom del 1997).
I contenuti extra del DVD comprendono Eu sei (Na mira) dall'album Mais e due omaggi a Gal Costa, Lua, Lua, Lua, Lua e Que pena di Jorge Ben Jor. Infine il disco contiene una session con i Titãs di Branco Mello e Nando Reis e i video clip dei singoli dell'album Mais, Diariamente e la hit Beija eu.

## Contenuti
- Concerto all'Imperator Club, Rio de Janeiro, 1991 e jam session alla Knitting Factory, New York, 1990 (*)

1. Não quero dinheiro (Só quero amar) - (Tim Maia) / Borboleta - (folclore nordestino)
2. Você não serve pra mim - (Renato Barros)
3. Lenda das Sereias, Rainha do Mar - (Vicente Mattos, Dinoel, Arlindo Velloso)
4. Eu não sou da sua rua - (Branco Mello, Arnaldo Antunes)
5. Madrugada e amor - (José Messías) (*)
6. Você não entende nada - (Catano Veloso) (*)
7. De noite na cama - (Catano Veloso)
8. Volte para o seu lar - (Arnaldo Antunes)
9. Rosa - (Otávio de Souza, Pixinguinha) (*)
10. Nervos de aço - (Lupicínio Rodrigues)
11. I Can See Clearly Now - (John Nash)
12. Diariamente - (Nando Reis)
13. Qualquer coisa - (Catano Veloso) (*)
14. Dig a Pony - (John Lennon, Paul McCartney)

- Titoli di coda

Ah, non credea mirarti (da La sonnambula di Vincenzo Bellini, libretto di Felice Romani)
- Extra

1. Lua, Lua, Lua, Lua
2. Eu sei
3. Que pena (Ela já não gosta mais de mim)

- Ensaio con i Titãs

1. Umbabarauma
2. Comida
3. Panis et circenses
4. Always On The Run

- Videoclip

1. Diariamente - (Nando Reis)
2. Beija eu  - (Marisa Monte, Arnaldo Antunes, Arto Lindsay)

## Formazione
Concerto a Rio de Janeiro:
- Marisa Monte - voce
- Gigante Brazil - batteria
- Ovídio Brito - percussioni
- Jean Pierre - tastiere
- Zappa - chitarra
- Tuba - chitarra
- Rubão Sabino - basso
- Tchê e Bukasa - cori

Knitting Factory, New York:
- Arto Lindsay - chitarra, voce
- Claudio Celso - chitarra
- Cyro Baptista  - percussioni
- Partecipazione speciale di Ryūichi Sakamoto (Rosa)